# Auchy-les-Hesdin Communal Cemetery
Auchy-les-Hesdin Communal Cemetery is een Britse militaire begraafplaats gelegen in de Franse plaats Auchy-les-Hesdin (Noorderdepartement). De begraafplaats wordt onderhouden door de Commonwealth War Graves Commission.
De begraafplaats telt 5 geïdentificeerde Gemenebest graven uit de Eerste Wereldoorlog.